# Joachim Breithaupt

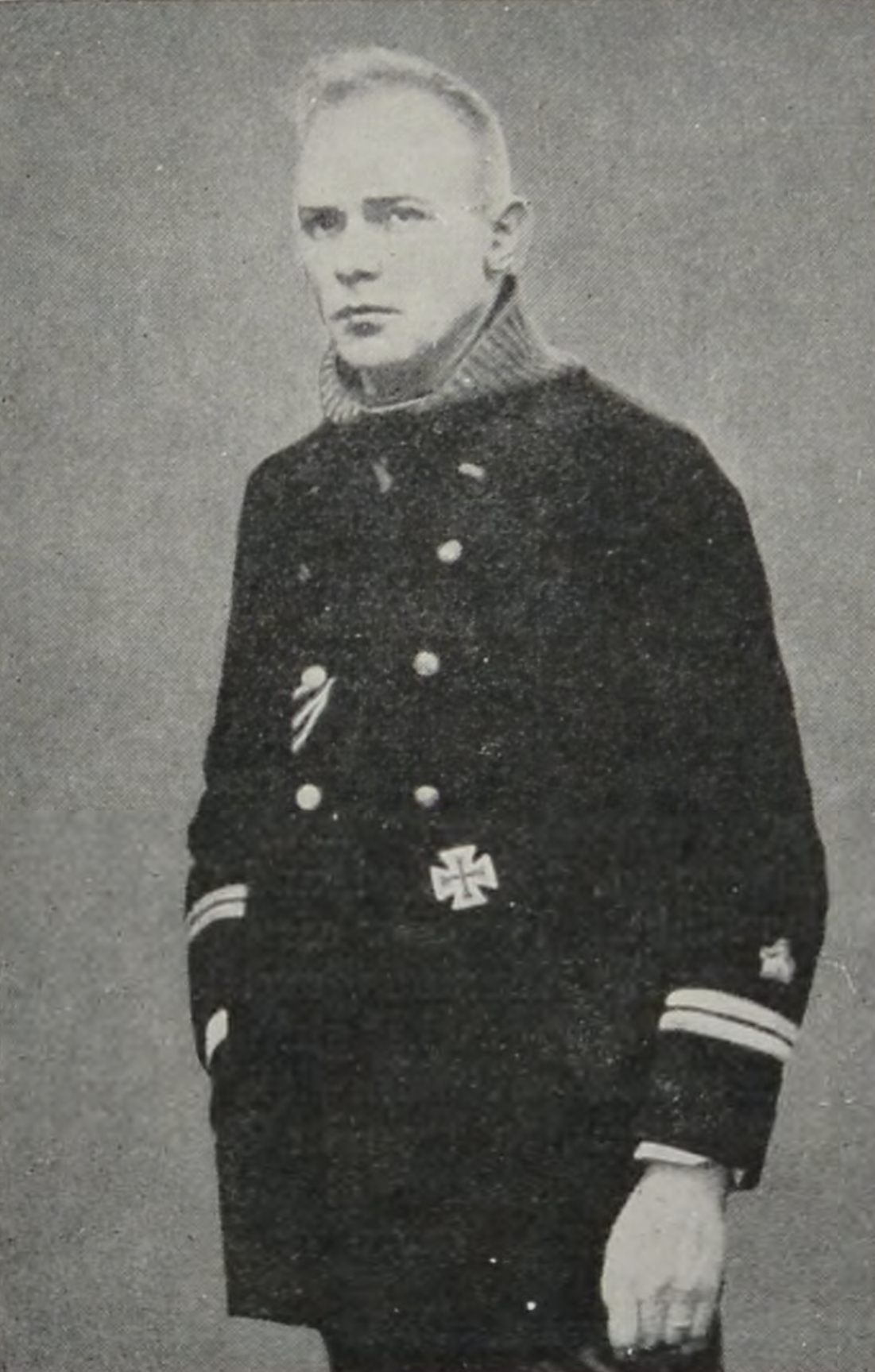
Kapitän Joachim Breithaupt (ca. 1915)

Joachim Breithaupt (* 28. Januar 1883 in Wandlitz; † 18. Juli 1960 in Brake (Lemgo)) war ein deutscher Kapitänleutnant der Kaiserlichen Marine, Luftschiffkommandant und Generalmajor der Luftwaffe der Wehrmacht.

## Leben
Joachim Breithaupt trat am 1. April 1903 in die Kaiserliche Marine ein und wurde am 28. September 1906 zum Leutnant zur See befördert. Am 19. September 1914 wurde er zum Kapitänleutnant befördert. Später war er bis Oktober 1914 Wachoffizier auf der Kaiserin. Anschließend wechselte er zur Marine-Luftschiff-Abteilung und wurde Anfang Mai 1915 als Nachfolger von Freiherr Treusch von Buttlar-Brandenfels Kommandant von L 6. Mit L 6 wurden anschließend nur noch Aufklärungsfahrten unternommen, da der Zeppelin als veraltet galt. Am 4. August 1915 wurde er Schulschiff und Breithaupt vom Kommando entbunden. Er übernahm das neue Luftschiff L 15, mit dem er am 9. September 1915 die Jungfernfahrt durchführte und bis März 1916 insgesamt 36 Fahrten absolvierte. Am 1. April 1916 wurde das Luftschiff bei einem Angriff auf London beschädigt und ging nahe der Themsemündung nieder. Ein Besatzungsmitglied ertrank, Breithaupt wurde verletzt. Die überlebende Mannschaft wurde auf den Zerstörer Vulture gebracht und kam in britische Kriegsgefangenschaft. Mit den anderen Offizieren von L 15, unter ihnen auch der spätere Generalleutnant der Luftwaffe, Otto Kühne, wurde er am 6. April 1916 nach Donington Hall überführt. Im April 1918 wurde Breithaupt in die neutralen Niederlande entlassen und blieb bis September 1918 in Holland interniert. Zurück in Deutschland war er bis Kriegsende dann noch zur Verfügung der 2. Marine-Division gesetzt. Am 24. November 1919 wurde er aus der Marine verabschiedet.
1933 mit der Restrukturierung des Reichsluftfahrtministerium war er als Referent in der Abteilung I (Luftverkehr) und Abteilung II (Technik) im Reichskommissariat für die Luftfahrt. Kurze Zeit später wurde er als E-Offizier im Rang eines Majors in die Luftwaffe übernommen und blieb im Reichsluftfahrtministerium. Am 1. Oktober 1936 zum Oberstleutnant und am 1. Januar 1938 zum Oberst befördert, war er ab Mitte 1939 Kommandeur des neu eingerichteten Flughafen-Bereichs-Kommando Neubrandenburg, welches ab Mitte 1940 Koflug 3/III wurde. In dieser Position blieb er bis Mitte 1941. Er wechselte als Kommandeur von Koflug 11/VI nach Laon. Am 1. Dezember 1942 wurde er zum Generalmajor befördert und am 31. Dezember des gleichen Jahres verabschiedet. Ab dem 1. Januar 1943 war er zur Verfügung gesetzt, erhielt aber erst am 2. März 1943 eine Kommandierung zum OKW. Am 31. Mai 1943 wurde er erneut verabschiedet.
Zu Kriegsende kam er in sowjetische Kriegsgefangenschaft, aus welcher er am 28. August 1949 entlassen wurde.
Nach dem Ersten Weltkrieg wurde er Schriftleiter der Zeitschrift Das Luftschiff und veröffentlichte auch zahlreiche Artikel darin. Inhaltlich ging es dabei hauptsächlich um das Luftschiff Graf Zeppelin.
1932 hatte die BBC über ein neues Format nachgedacht, worin zwei ehemalige Kriegsfeinde des Ersten Weltkriegs sich in einer Radiosendung austauschen sollten. Ernst Hashagen war dafür als erster vorgesehen; ein weiteres Gespräch war mit Breithaupt geplant. Diese Planung erreichte das Britische Parlament und es kam, da Hashagen im Ersten Weltkrieg für die Versenkung von britischen Schiffen verantwortlich war und sogar den britischen Kapitän Lewis im April 1917 gefangen nehmen konnte, zu einer Debatte, worin die Aussetzung des Programms oder der Verbot der Einreise Hashagen diskutiert wurde. Letztendlich wurde festgelegt, dass die BBC angehalten wurde, das Gespräch abzusagen. Der Director-General der BBC, Sir John Reith, hatte dieser Absage noch mit dem Hinweis, dass er ohne Rücksprache mit dem BBC chairman John Henry Whitley keine Entscheidung treffen könnte, abgelehnt, Whitley stimmte dann aber zu die Übertragung zu stoppen.
1935 nahm er am Deutschlandflug teil und konnte in einer Klemm KL 32 den 20. Platz erreichen. Nachdem im Mai 1937 die LZ 129 „Hindenburg“ in Lakehurst verunglückte, gehörte er zu den sechs Mitgliedern des Untersuchungsausschusses (Hugo Eckener, Max Dieckmann, Günther Bock, Ludwig Dürr und Fliegerstabsingenieur Friedrich Hoffmann).

## Werke (Auswahl)
- Das ist Luftschiffahrt. Die große Dreiecksfahrt des Luftschiffs Graf Zeppelin. Ohne Angaben.
- Die Frage des Luftschiffhafens. In: Luftfahrt, Nummer 4, XXXIII. Jahrgang, 22. Februar 1929, S. 1+2.
- Mit „Graf Zeppelin“ nach Süd- u. Nordamerika: Reiseeindrücke und Fahrterlebnisse. Moritz Schauenburg, Lahr, 1930.
- Die Südamerikafahrt des Graf Zeppelin und ihre voraussichtlichen Auswirkungen. In: Das Luftschiff, 2. Jahrgang, 1930, Nr. 1/2, S. 1ff.
- Meine Erfahrungen auf der Atlantikfahrt des „Graf Zeppelin“. In: Das Luftschiff, 1930, Nr. 4, S. 25–28.
- Amerikanische Luftschiffbauten. In: Das Luftschiff, 1931, Nr. 3, S. 156–157.
- Neue Wege im Luftschiff-Hallenbau. In: Luftwacht, Nr. 11, November 1931, S. 486/491.
- Ein Kapitel aus dem englischen Geschichtswerk The War in the Air. In: Marine-Rundschau, Band 43, 1938, S 26 und 102 ff.
- Helium und Luftschiffahrt. In: Die Wehrmacht, 1938.
- Verkehrsbedeutung der Luftschiffe. In: Die Weltgeltung der deutschen Luftfahrt, Enke, 1938, S. 62 ff.